# Gozdna železnica pri Gospodični na Gorjancih
Gozdna železnica pri Gospodični na Gorjancih, na pobočju Trdinovega vrha, je bila prometna pot za prevoz
lesa iz gozdov na Gorjancih do parne žage pri Gospodični.
V letih 1927 do 1928 so pri Gospodični na Gorjancih (827 mnm) postavili parno žago ter obrat za parjenje lesa in izdelavo parketa. Sprva so na žagi predelovali bukov les iz bližnje okolice, ki so ga s pomočjo konjskih vpreg vlačili iz gozda. Ko pa je v bližinji okolici pričelo primanjkovati lesa, so se odločili za izgradnjo gozdne železnice. Da bi stroške gradnje kar se da zmanjšali, so se odločili, da bodo progo v celoti zgradili iz lesa. Določili so tirno širino 60 cm in pričeli z gradnjo od tovarniškega skladišča imenovanega »Na Plac« v gozd. Proga je potekala od »Placa« mimo Krvavega kamna (928 mnm) do Črnih lic, kjer se je končala. Celotna dolžina proge je bila 4 km in je imela enakomiren padec. Sredi proge na »bekselnu« je bilo izogibališče z dvema kovinskima kretnicama.
Pri gradnji so uporabljali slabši bukov les, iz katerega so žagali tramove s presekom 10 x 10 cm, dolge 4 m. Te tramove-tirnice so z žeblji pribili na pragove, dolge 1,2 m. Tirnice (»šine«) so položili v  5 cm globoke utore v pragovih (»švelerjih«), da so s tem obdržali tirno širino. Da se lesene tirnice ne bi prehitro obrabile, so tekalno površino obložili z železnimi kotnimi profili (L profil 30x30x3 mm) Pragovi so bili položeni na prej izravnan teren v razdalji po en korak. Progo so gradili postopno, več let. Prvi odsek je zgrajen 1928, drugi do Krvavega kamna 1929, zadnji do Črnega lica pa 1930.
Pri gradnji so delavci uporabljali ravne tramove, ker pa proga ni vedno potekala samo v ravni smeri, so morali tramove-tirnice kriviti. To delo so opravili tako, da so med dve drevesi vpeli bodočo tirnico in jo s posebnim napenjoalom privezali na tretje drevo. Napenjalo so toliko časa napenjali, da so dosegli želeno krivino. Pod tramom so na različnih mestih kurili manjše ognje. Po treh dneh so nehali kuriti in počakali, da se je les ohladil. Ko so tram sneli z dreves je bil ustrezno ukrivljen.
Na progo so od drugod pripeljali 20 rabljenih tovornih vagončkov. Vagončki so bili leseni, le osi, kolesa in ležaji so bili kovinski. Kot na drugih gozdnih železnicah sta bila tudi tu dva vagončka speta z verigo in tvorila eno celoto. Vagonček brez zavore se je imenoval »pes«, vagonček z zavoro pa »kuzla«. Vagonski par je bil sestavljen tako, da je bil vagonček z zavoro vedno drugi, to je zadaj. Vagončke so sprva v gozd vlačili s konji. En konj je v gozd potegnil dva do štiri prazne vagončke, ki so se potem naloženi samotežno spuščali do tovarniškega skladišča. Z vagončki so upravljali zavirači («bremzarji«). Na vsak vagonček so naložili 5 - 6 m³ lesa. Vsak dan je obratovalo vseh 20 vagončkov.
Po nekaj letih se je promet tako povečal, da so konje zamenjali z dvema lokomotivama. Ker je bil zaradi lesenih tirnic osni pritisk omejen niso mogli uporabljati parnih lokomotiv, zato so v Nemčiji naročili posebne lokomotive, ki so delovale na sesalni plin (sauggas) Dvoosne lokomotive so imele motorje z notranjim izgorevanjem. V posebnem plinskem generatorju so zakurili in ga napolnili z ogljem. Razvil se je sesalni plin in poganjal motor.
Prometni režim na progi je bil tak, da je ena lokomotiva s hitrostjo 6 - 8 km/h rinila 10 vagončkov v gozd. Tam jih je odstavila in se sama vrnila v dolino. Druga lokomotiva, ki je z zakasnitvijo sledila prvi, je v tem času pripeljala do izogibališča na sredini proge in počakala, da se je prva vrnila, nato pa porinila vagončke do konca proge.
Obratovanje na tej gozdni železnici je bilo presenetljivo varno. V vseh letih obratovanja proge ni prišlo do nobene nesreče.
Končne izdelke so sprva vozili s konjsko vprego do Vahte in dalje v Novo mesto. Kasneje so nabavili velik kamion z nosilnostjo sedmih ton.
Konec tovarne in proge je prišel nenadno, leta 1937, ko je žaga pogorela in podjetje propadlo. Žago so sicer delno obnovili, vendar železnice niso več uporabljali. Dokončno pa je tudi žaga prenehala obratovati leta 1942, ko so jo požgali partizani.